# Łucja Skomorowska
Łucja Maria Skomorowska-Wilimowska (ur. 8 grudnia 1926 we Lwowie, zm. 10 lutego 2017) – polska rzeźbiarka, profesor Akademii Sztuk Pięknych we Wrocławiu.

## Życiorys
W latach 1947–1952 studentka (od 1951 także asystentka) w Państwowej Wyższej Szkole Sztuk Plastycznych u prof. Antoniego Mehla, od 1952 do 1956 pracowała w Pracowni Konserwacji Zabytków. W latach 1956–1959 asystentka w PWSSP (u prof. Apolinarego Czepelewskiego), a od 1959 do 1964 st. asystentka u prof. Xawerego Dunikowskiego. Od 1964 do emerytury (w 1992) w pracowni rzeźby na Wydziale Architektury Wnętrz i Wzornictwa Przemysłowego, którą kierowała kolejno jako adiunkt (od 1970), docent (od 1980) i profesor nadzwyczajny (od 1990).
W latach 1978–1981 była prorektorem uczelni ds. wychowania i dydaktyki, a w 1981–1986 kierownikiem Katedry Kształcenia Ogólnoplastycznego.
Jest autorką m.in. następujących pomników: Żołnierzy Radzieckich na Skowroniej Górze we Wrocławiu („Ściana”), Żołnierzy Armii Krajowej na cmentarzu św. Rodziny we Wrocławiu, Żołnierzy Wojska Polskiego na Cmentarzu Żołnierzy Polskich na wrocławskim Oporowie, Żołnierzy Wojska Polskiego i Powstańców Śląskich w Lublińcu. Zaprojektowała też pomnik nagrobny swego pierwszego profesora,  Antoniego Mehla na Cmentarzu Grabiszyńskim we Wrocławiu.

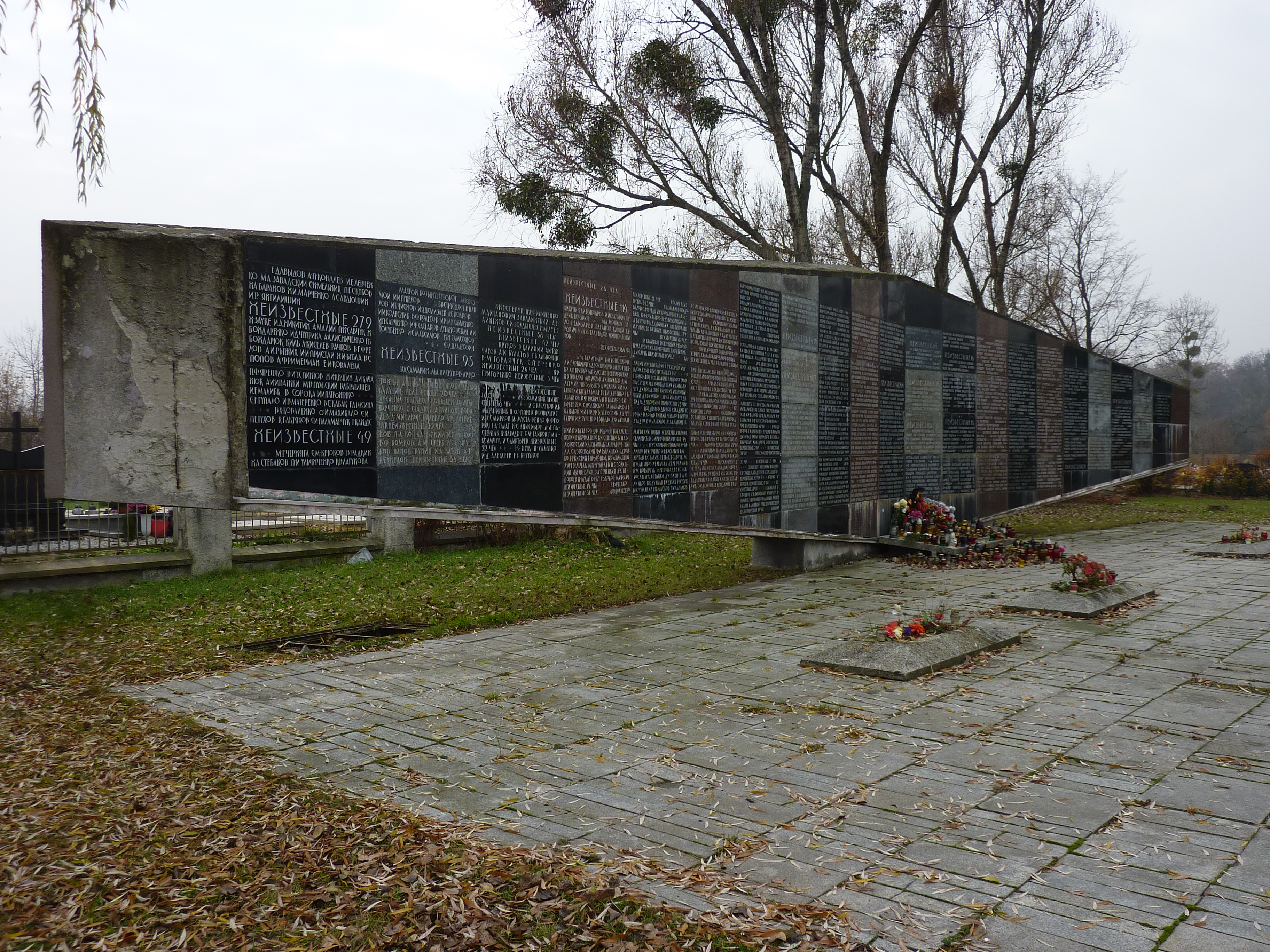
Pomnik „Ściana” na Cmentarzu Żołnierzy Radzieckich na Skowroniej Górze we Wrocławiu (1967)
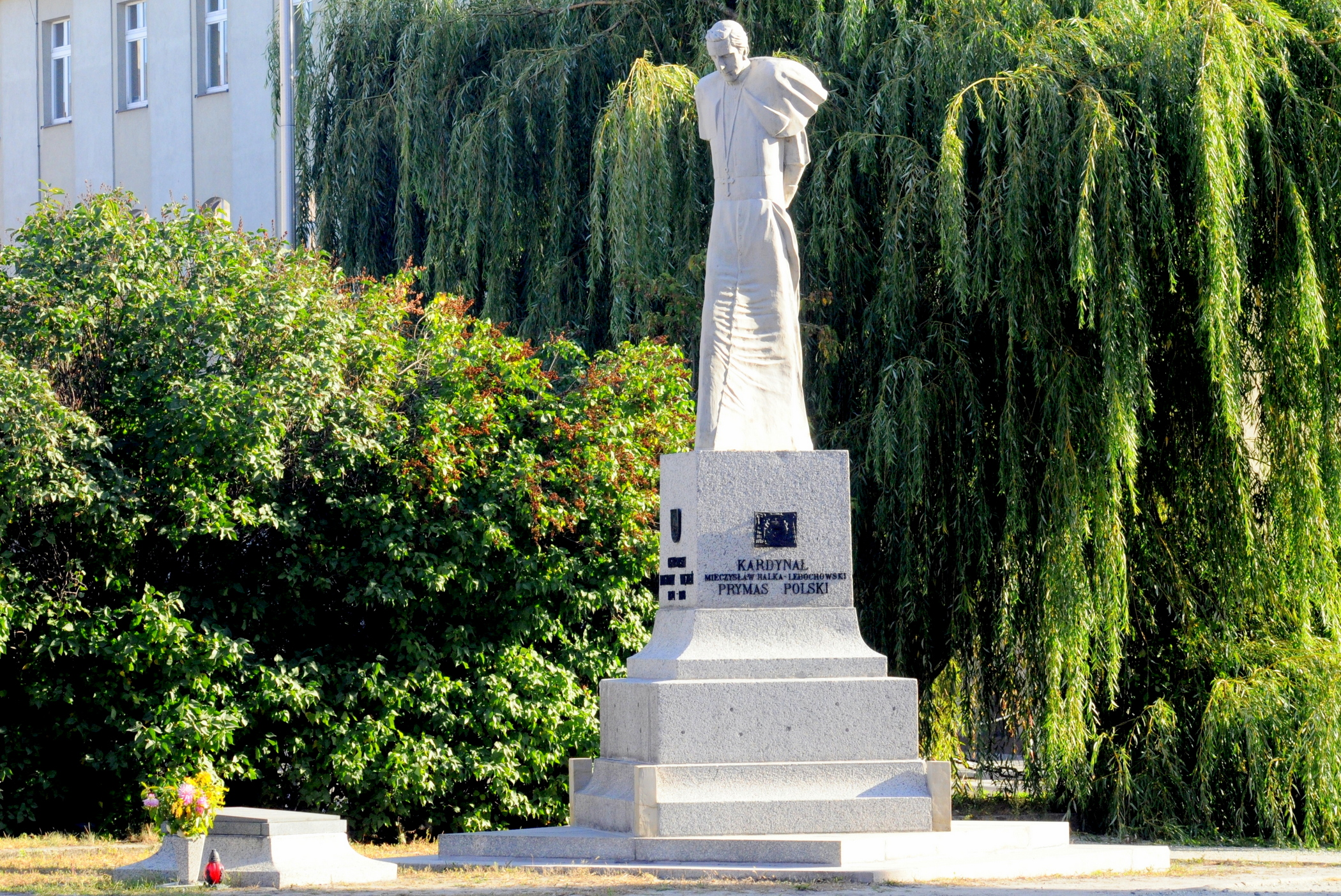
Pomnik Kard. M. Ledóchowskiego w Ostrowie Wlkp. (1984)
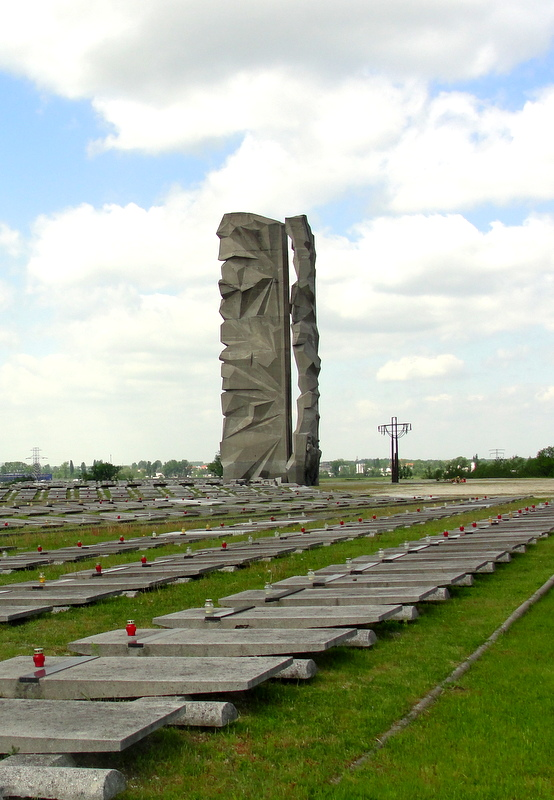
Pomnik Żołnierzy Wojska Polskiego na wrocławskim Oporowie (1979)